# La Tour-du-Pin
La Tour-du-Pin település Franciaországban, Isère megyében. Lakosainak száma 8123 fő (2022. január 1.). La Tour-du-Pin La Chapelle-de-la-Tour, Sainte-Blandine, Saint-Clair-de-la-Tour, Saint-Didier-de-la-Tour és Saint-Jean-de-Soudain községekkel határos.

## Népesség
A település népességének változása:
| Lakosok száma | 5649 | 6913 | 6553 | 7431 | 7927 | 7970 | 8080 | 8137 | 8148 | 8123 |
|               | 1968 | 1982 | 1999 | 2006 | 2012 | 2015 | 2017 | 2018 | 2020 | 2022 |